# Nitriersäure
Nitriersäure ist ein Gemisch von konzentrierter Salpetersäure und konzentrierter Schwefelsäure mit verschiedenem Mischungsverhältnis. Das Stoffmengenverhältnis wird meist zwischen 1:2 und 2:1 eingestellt. Die Nitriersäure wird überwiegend zur Darstellung von Nitroverbindungen verwendet, welche wiederum hauptsächlich als Ausgangsprodukte zur Herstellung von Aminen, Hydroxylaminen dienen.

## Reaktionsmechanismus
Der Nitrierprozess kann für Aromaten im Rahmen einer elektrophilen aromatischen Substitution erklärt werden, ansonsten basieren die Erklärungen auf dem Mechanismus der nukleophilen Substitution.
In beiden Fällen wird ein hochreaktives Nitroniumion als Elektrophil eingesetzt. Dieses entsteht durch Protonierung und anschließende Wasserabspaltung der Salpetersäure. Diese Protonierung ist nur mit einer starken Säure wie Schwefelsäure möglich:
{\displaystyle \mathrm {H_{2}SO_{4}+HNO_{3}\ \rightleftharpoons \ HSO_{4}^{-}+H_{2}NO_{3}^{+}} }
{\displaystyle \mathrm {H_{2}NO_{3}^{+}\ \rightleftharpoons \ H_{2}O+NO_{2}^{+}} }
Das zu Kohlenstoffdioxid isoelektronische NO2+ ist linear aufgebaut. Die positive Ladung am Stickstoffatom ist dadurch besonders leicht für einen nukleophilen Angriff zugänglich. Beispielhaft für die elektrophile aromatische Substitution ist die Nitrierung von Benzol:
| Elektrophile aromatischen Substitution von Benzol. |
| Elektrophile aromatische Substitution von Benzol (1). Über eine lose Wechselwirkung mit dem linearen Nitroniumion (π-Komplex, 2a) bildet sich der σ-Komplex (2b), der die gezeigte Mesomerie aufweist. Nach Abspaltung eines Protons bildet sich schließlich Nitrobenzol (3). |
Die Substitution an einem Alkohol verläuft analog:
Durch die dargestellten Mechanismen können eine oder mehrere Nitrogruppen eingeführt werden, explosive Stoffe sind meist mehrfach nitrierte Substanzen. Aufgrund elektronischer Effekte ist die Mehrfachnitrierung oft erschwert, weshalb hierfür höhere Reaktionstemperaturen notwendig sind. Allerdings nimmt auch die Explosivität der Reaktionsgemische mit steigendem Nitrierungsgrad und steigender Temperatur zu. Umsetzungen mit Nitriersäure werden daher unter sorgfältig kontrollierten Bedingungen von geschultem Fachpersonal durchgeführt und beaufsichtigt. Da die Herstellung von Nitriersäure wie jede Verdünnung konzentrierter Mineralsäuren einen stark exothermen Prozess darstellt, darf auch ihre Herstellung nur durch geschultes Fachpersonal erfolgen.

## Produkte
Durch Nitrierung werden großtechnisch u. a. folgende Produkte hergestellt:
- Anilin (aus Nitrobenzol mit H2 am Palladium-Kohle-Hydrierkatalysator)
- Cellulosenitrat (aus Cellulose)
- Glyceroltrinitrat (aus Glycerol)
- Nitrobenzol (aus Benzol)
- Pikrinsäure (aus Phenol)
- TNT und Dinitrotoluol (beide aus Toluol, letzteres als Vorprodukt von Toluylendiisocyanat)